# Кулибали, Адама (футболист)
Адама́ Кулибали́ (фр. Adama Coulibaly; родился 10 сентября 1980, Бамако, Мали) — малийский футболист, защитник.

## Карьера
Рожденный в Бамако, Мали, он начал свою футбольную карьеру в местном клубе «Джолиба». В 1999 году он сменил прописку, переехав во Францию, а именно в клуб «Ланс», с которым связал своё будущее на 9 лет. После окончания контракта с «кроваво-желтыми», в 2008 году Кулибали перебрался в «Осер». Сумма, уплаченная за малийца, составила 2 млн евро.

## Личная жизнь
У Адама есть двоюродный брат Мусса, также игрок сборной Мали.